# Dugorepi zovoj
Dugorepi zovoj (lat. Puffinus newelli) je vrsta morske ptice iz porodice zovoja. 
Dug je 33 cm. Ima raspon krila 223–249 milimetara. Rep mu je dug 78.9–88.8 milimetara. Težak je 340–425 grama. Gornji dijelovi tijela su uglavnom tamne boje, s malo bijelih mrlja. Kljun tamno-siv i smeđ. Noge su blijedo-ružičaste.
Hrani se malim ribama i lignjama. Hranu nalazi ronjenjem, a roni do dubine 10 metara. Gnijezdi se u jazbinama. Polaže jedno bijelo jaje. Oba roditelja ga inkubiraju oko 62 dana. Ptić napušta gnijezdo za 88-100 dana.
Endem je Havaja. 1908. mislilo se da je izumro, sve do ponovnog otkrića 1947. 1967. na otoku Kauai otkrivena je gnijezdeća kolonija.

## Vanjske poveznice
|  | Zajednički poslužitelj ima još gradiva o temi Puffinus newelli |
|  | Wikivrste imaju podatke o taksonu Puffinus newelli             |